# Fibraurea darshanii
Fibraurea darshanii är en tvåhjärtbladig växtart som beskrevs av Udayan och K.Ravik.. Fibraurea darshanii ingår i släktet Fibraurea och familjen Menispermaceae. Inga underarter finns listade i Catalogue of Life.